# Betsy van der Hoop

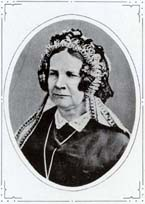
Betsy van der Hoop

Elisabeth Maria Magdalena (Betsy) van der Hoop (Groningen, 6 februari 1807 - Den Haag, 14 maart 1879) was een Nederlands filantroop. Zij was actief binnen het Réveil. 

## Biografie en activiteiten
Ze was lid van de familie Van der Hoop en kind van Abraham Johan van der Hoop (1775-1826), burgemeester, en Arnoldina Aleida Maria Thomassen à Thuessink (1776-1859). Ze was de jongste dochter en groeide op in een orthodox-christelijk gezin in een welgestelde klasse. Ze had drie broers en twee zussen. Haar vader was een periode burgemeester van Groningen. Vanaf 1822, toen ze vijftien jaar oud was, ging ze naar een kostschool in Den Haag. Daar leerde ze Mimi Groen van Prinsterer (1806-1869) en Mariane van Hogendorp (1834-1909) kennen, met wie ze contact bleef houden. Mimi's broer, Guillaume Groen van Prinsterer, politicus en historicus, leerde ze kennen in Vreugd en Rust, het buitenhuis van de familie Groen. In 1827 deed Guillaume haar een huwelijksaanzoek en op 23 mei 1828 trouwde Betsy met hem. Het huwelijk bleef kinderloos.

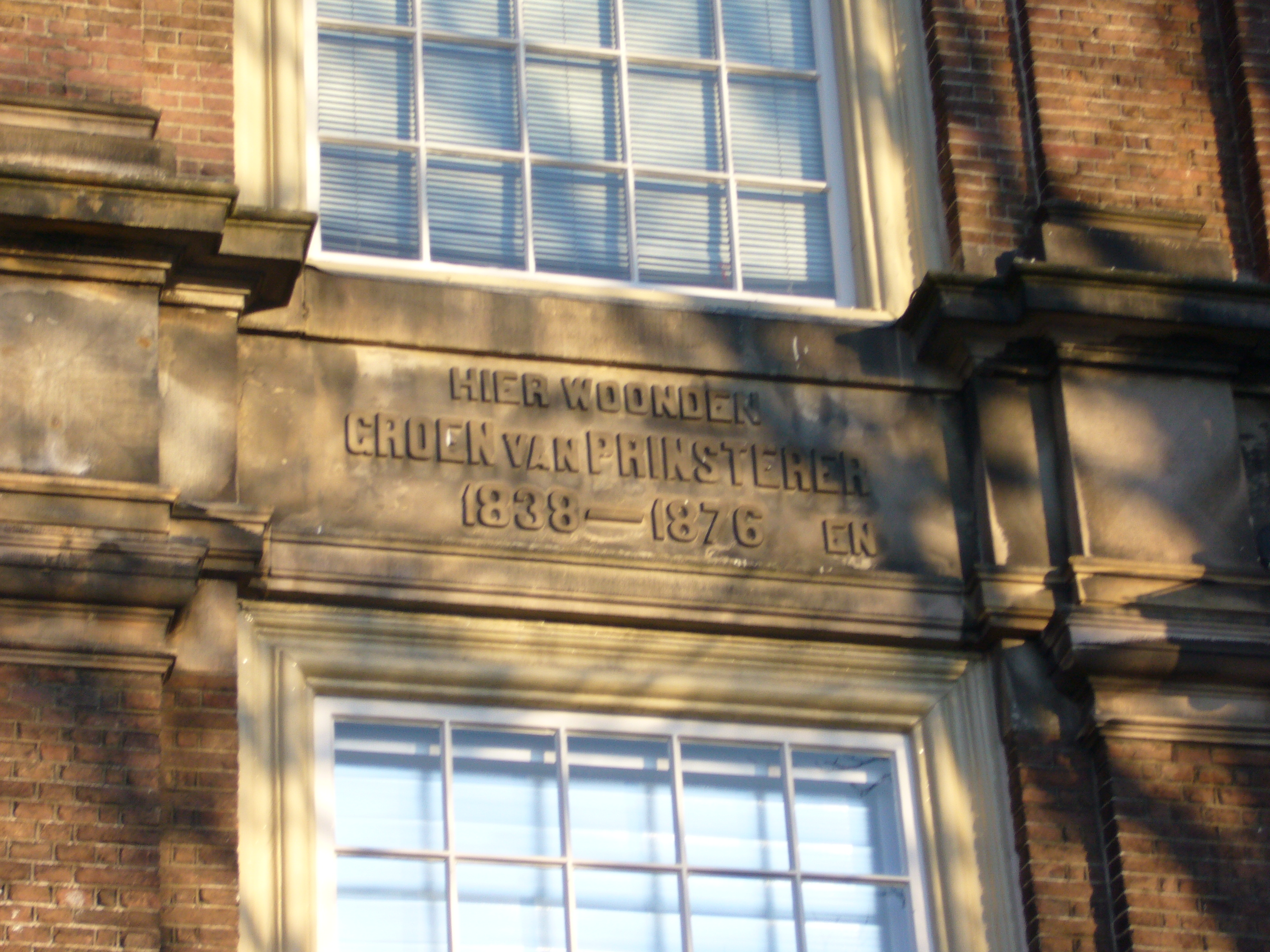
zijn gevelsteen

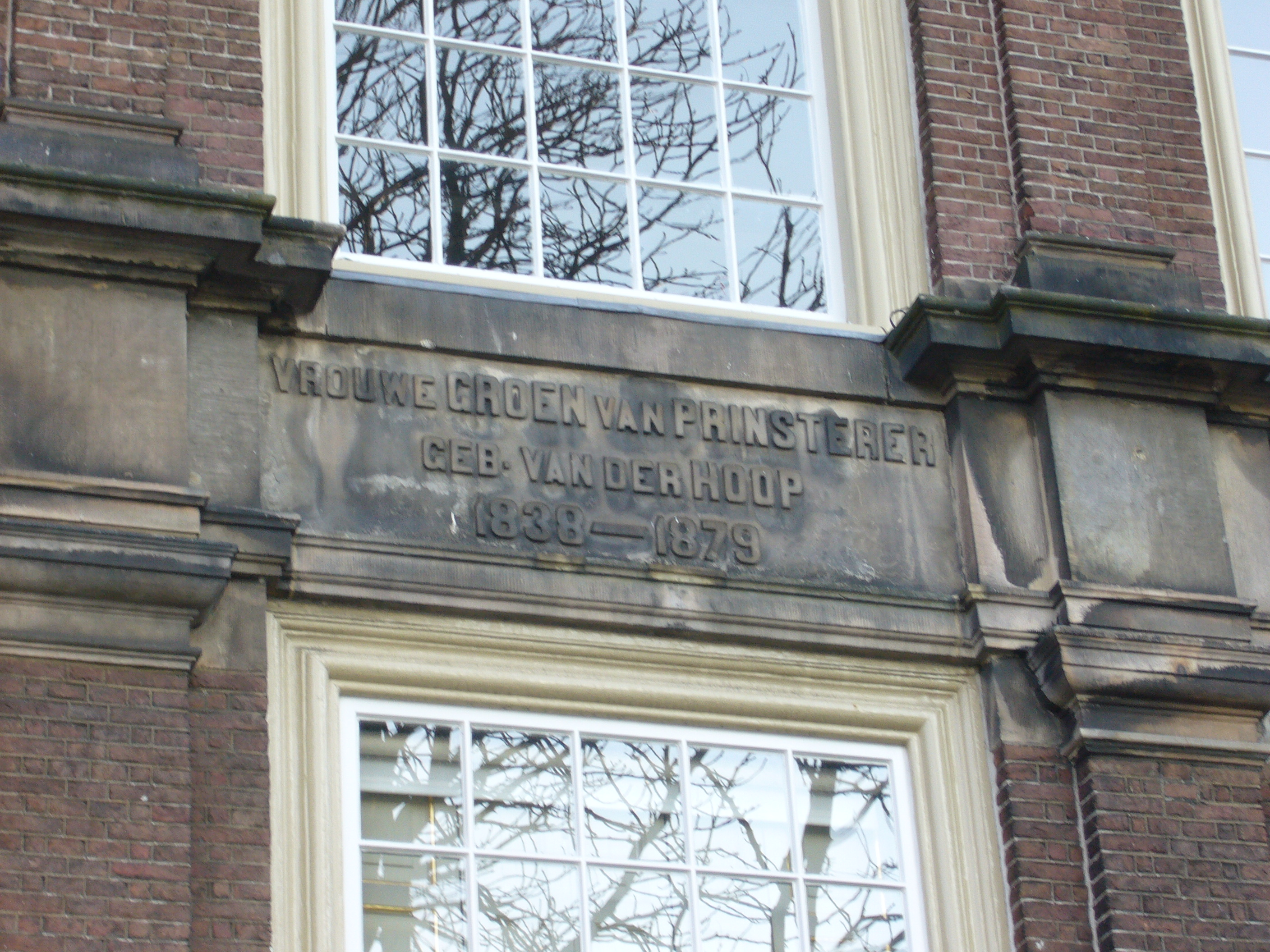
haar gevelsteen

Na het huwelijk heeft het echtpaar een aantal jaren in Brussel gewoond. Daar maakten ze kennis met Jean Henri Merle d'Aubigné, een predikant uit de Zwitserse Réveilbeweging waarvan zij zeer onder de indruk waren. In 1829 keerden ze terug naar Den Haag. Vanaf 1831 was Betsy een van de drijvende krachten achter de Réveilbeweging in Nederland. Binnen deze beweging kon zij haar religieuze overtuiging en maatschappelijke betrokkenheid met elkaar combineren. Een voorbeeld van het liefdadigheidswerk dat zij en haar man deden is het initiatief tot de oprichting van de Rusthof op 15 april 1831 in Den Haag, bestemd voor oudere, onbemiddelde vrouwen. Ook waren ze beiden tot 1852 actief voor het weeshuis van de Waalse gemeente in Den Haag.
Betsy werkte ook veel samen met andere vrouwen. In 1831 richtte ze gezamenlijk met Caroline de Clercq-Boissevain een 'naaischool voor volksmeisjes' op. Deze heeft ze tot haar dood geleid.
In 1865 was zij een van de mede-oprichtsters van een diaconessenhuis, voorloper van het HMC Bronovo. De diaconessen begonnen in de Kazernestraat 30, een pand dat eigendom was van de familie Groen; later kwam nummer 28 erbij.
Van 1839 tot 1879 woonden, zoals op twee gevelstenen staat gememoreerd, Betsy en Guillaume Groen van Prinsterer aan de Korte Vijverberg 4, waar nu het Kabinet van de Koning is gevestigd. In 1805 had Groens vader het pand voor 20.000 gulden gekocht van de familie Bentinck. Nadat Betsy Groen in 1879 overleden was, werd het huis verkocht aan Guillaumes nicht Elisabeth Philipse, die er met haar echtgenoot Bonifacius Cornelis de Jonge ging wonen; zij verkocht het twee jaar later aan de staat.

## Hun graf

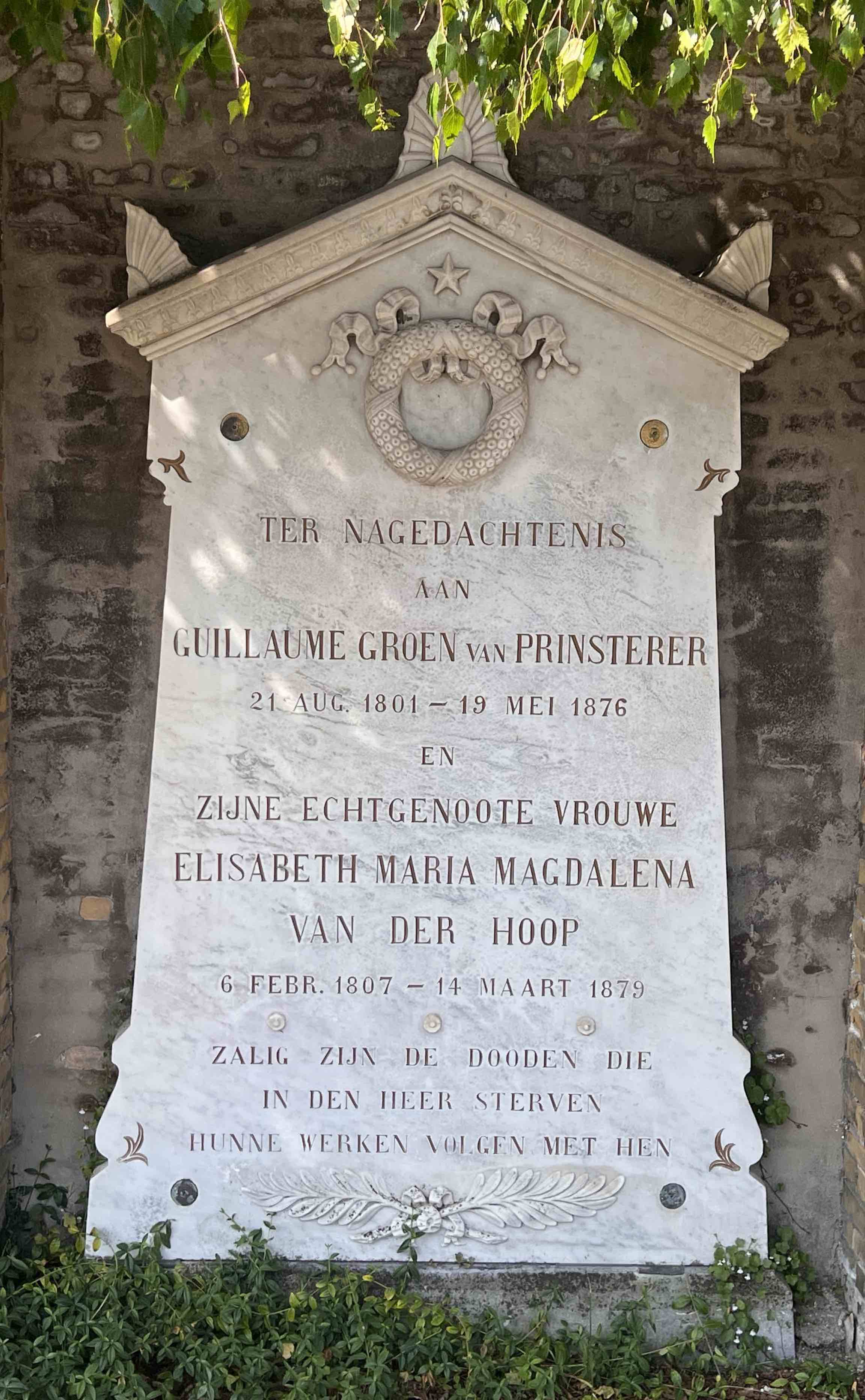
Grafsteen Guillaume Groen van Prinsterer en zijn vrouw Betsy van der Hoop op de begraafplaats ter Navolging te Scheveningen

Het graf van Guillaume en Betsy Groen bevindt zich aan het einde van de Scheveningseweg op een duin, vrijwel onzichtbaar achter een klein hek, op de begraafplaats Ter Navolging. Nadat Guillaume er was begraven, werd er in 1884 in de nabijheid van zijn grafkelder in een nis van de bakstenen muur een marmeren grafmonument geplaatst. In 1879 werd ook Betsy Groen in de kelder bijgezet.